# Kwietniowe łzy
Kwietniowe łzy (ang. April Showers) – amerykański film z 2009 roku oparty na faktach. Został wyreżyserowany przez Andrew Robinsona, który także jest scenarzystą filmu.
Film nawiązuje do masakry w Columbine High School z 20 kwietnia 1999 roku.

## Fabuła
Film jest bezpośrednim spojrzeniem wewnątrz tragedii okiem ocalałego. Opowiada o układaniu życia na nowo po tragicznej masakrze, jaka miała miejsce w Columbine High School. Skupia się głównie na życiu grupy uczniów i nauczycieli, którzy uszli z życiem podczas mordu. Próbują zrozumieć na nowo świat, jaki ich otacza. Film koncentruje się głównie na życiu codziennym jednego z nastolatków – Jasona, który nie chciał doprowadzić do śmierci swojego nauczyciela Blackwella. Później jednak traci kogoś ważniejszego dla niego. Tą osobą jest jego przyjaciółka – April.

## Obsada
- Illeana Douglas – Sally
- Daryl Sabara – Jason
- Tom Arnold – nauczyciel Blackwell
- Kelly Blatz – Sean
- Mark Arnold – ojciec Seana
- Ellen Woglom – April
- Sean Durrie – Nick
- Rachel Lien – Jessica
- Bryan McClure – Jonathan
- Nina Rausch – Samantha